# Classe Warrior (croiseur)
Pour les autres classes de navires du même nom, voir Classe Warrior.
La classe Warrior est une classe de quatre croiseurs cuirassés construits pour la Royal Navy au début du XXe siècle. Les quatre navires de la classe participent à la Première Guerre mondiale, deux d'entre eux étant coulés par la marine allemande.

## Conception
La classe Warrior est lancée grâce au 1903/04 Programme. Évolution de la classe Duke of Edinburgh, les canons de 6 pouces en batterie de celle-ci sont retirés en faveur de 4 canons de 7,5 pouces (en) montés en tourelles au du milieu du navire. Le blindage des batteries est déplacé à la base de ces nouvelles tourelles, elles-mêmes ayant le même blindage que les tourelles des canons de 9,2 pouces. Ce poids supplémentaire rabaisse le centre de gravité du navire, affectant positivement sa stabilité; cela fait des quatre navires de cette classe de bonnes plateformes de tir, stables en haute mer. Ces améliorations, associées à une capacité à tirer par tous les temps, leur donne une excellente réputation, contrairement aux deux navires de la classe précédente.

## Unités de la classe
| Nom          | Chantier               | Quille          | Lancement         | Mise en service  | Destin                                               |
| ------------ | ---------------------- | --------------- | ----------------- | ---------------- | ---------------------------------------------------- |
| HMS Warrior  | Pembroke Dockyard      | 5 novembre 1903 | 25 novembre 1905  | 12 décembre 1906 | Coulé le 1er juin 1916 à la bataille du Jutland      |
| HMS Cochrane | Fairfield Shipbuilding | 24 mars 1904    | 20 mai 1905       | 18 février 1907  | Échoué le 14 novembre 1918, démoli l'année suivante  |
| HMS Achilles | Armstrong Whitworth    | 22 février 1904 | 17 juin 1905      | 22 avril 1907    | Revendu pour démolition en 1921                      |
| HMS Natal    | Vickers                | 6 janvier 1904  | 30 septembre 1905 | 5 mars 1907      | Démoli par une explosion interne le 31 décembre 1915 |

## Histoire
HMS Warrior
À sa mise en service, il est affecté à la Home Fleet, jusqu'en 1913, où il rejoint le 1st Cruiser Squadron de la Mediterranean Fleet, avec lequel il participe à la poursuite du Goeben et du Breslau. Après un passage en Sierra Leone, en novembre, il rejoint la Grand Fleet au sein du 2nd Cruiser Squadron. Au Jutland, il fait partie lui aussi du 1st Cruiser Squadron, et va subir le sort tragique de l'escadre de sir Robert Arbuthnot. À 18 h 5, alors qu'il attaque les croiseurs légers allemands, il tombe sous le feu des croiseurs de bataille de Franz von Hipper, sa salle des machines est alors touchée et inondée. Il est alors pris en remorque par le transport d'hydravions HMS Engadine, qui recueille aussi 743 survivants mais, à 8 h 25 le lendemain matin, le bâtiment s'enfonçant, la remorque doit être lâchée et le Warrior abandonné à son sort.
HMS Cochrane
Le Cochrane fait lui partie du 2nd Cruiser Squadron, de la Home Fleet. Il participe sans dommage au Jutland, puis est envoyé en 1917, à la West Indies and North American Station, puis de mai à septembre 1918, à Arkhangelsk, en Russie. Au retour, il est victime, le 14 novembre, d'un échouement dans l'estuaire de la Mersey, et doit être abandonné.
HMS Achilles
Il fait lui aussi partie du 2nd Cruiser Squadron. En novembre 1914, l'un de ses canons explose accidentellement. Il ne participe pas au Jutland, car il subit alors un carénage. Par la suite, il escorte les convois. Le 16 mars 1917, avec le marchand armé SS Dundee, il coule le navire de course allemand SMS Leopard. En 1918, il devient navire d'entraînement et est démoli en 1920.
HMS Natal
Membre aussi du 2nd Cruiser Squadron, il est détruit, le 30 décembre 1915, par une explosion apparemment accidentelle de ses soutes à munitions, dans le port de Cromarty.